# Бой под Донаувёртом
Бой под Донаувёртом  (фр. Bataille de Donauwörth) — бой, произошедший 7 октября 1805 года у немецкого города Донаувёрт между французскими и австрийскими войсками во время Войны третьей коалиции. Первое боевое столкновение в ходе Ульмской кампании.

## Стратегическая ситуация
После начала Войны третьей коалиции и вступления австрийских войск генерала Карла Мака в Баварию, французская армия покинула Булонский лагерь и в конце сентября 1805 года двинулась к Рейну, а затем к Дунаю. В последние три дня сентября французы начали яростные марши, в результате которых они оказались в австрийском тылу. Австрийцы сосредоточили свою армию вокруг баварского города Ульм, по обе стороны Дуная, и Мак принял важное решение остаться и защищать Ульм, а не отступать на юг.
У Наполеона было мало точной информации о намерениях или манёврах Мака, но 5 октября он приказал Нею присоединиться к Ланну, Сульту и Мюрату для сосредоточения и переправы через Дунай в Донаувёрте, чтобы там обойти правый фланг австрийцев. Французское окружение, однако, не было достаточно глубоким, чтобы предотвратить побег Кинмайера: не все французские корпуса прибыли в одно и то же место — вместо этого они развернулись на длинной оси запад-восток — и раннее прибытие Сульта и Даву в Донаувёрт подстрекало Кинмайера проявлять осторожность и уклоняться. Наполеон постепенно все больше убеждался, что австрийцы сосредоточились в Ульме, и приказал значительным частям французской армии сконцентрироваться вокруг Донаувёрта; 6 октября три французских пехотных и кавалерийских корпуса направились в Донаувёрт, чтобы перекрыть пути отхода Мака.
Несмотря на ненастную погоду, Великая Армия почти на всём фронте своего развертывания вышла 7 октября к Дунаю. 4-й корпус маршала Сульта (2-я пехотная дивизия Вандама в авангарде) и драгуны генерала Вальтера, как и было предписано диспозицией, вступили в Донаувёрт. Здесь был большой мост через реку. Накануне отступающие австрийские пехотинцы полка Коллоредо сожгли его, и поэтому французам необходимо было как можно быстрее восстановить переправу. Император лично прибыл на место событий.

## Ход боя
Около часа дня пошел холодный дождь. Проклиная всё на свете, генералы и офицеры свиты императора кутались в мокрые плащи. Наполеон, не обращая внимания на непогоду, молча наблюдал за работой саперов, лишь изредка отсылая адъютантов с приказами. За несколько часов до этого один батальон 24-го полка лёгкой пехоты с двумя эскадронами конных егерей нашел в 4 км выше по течению у Мюнстера небольшой мост и, перейдя по нему Дунай, подошел к остаткам донаувёртской переправы с южного берега. За этим отрядом последовали драгуны 2-й дивизии генерала Вальтера, прибывшие сюда же к десяти часам утра. Австрийцев напротив Донаувёрта уже не было: узнав о приближении крупных сил французской армии, они поспешно ретировались. Не дожидаясь завершения работ по восстановлению большого моста, Мюрат переправился через Дунай на лодке и отправил по дорогам на Аугсбург и Райн кавалерийские разъезды. К вечеру пехота и артиллерия двинулись по отремонтированному мосту. 
В результате Великая Армия мощным клином врезалась в расположение правого фланга австрийской армии. Отряд Кинмайера, защищавший Донаувёртский мост, не принял боя и ушел в восточном направлении.